# Teleforce
La Teleforce era un'arma ipotetica con carica di particelle, ipotizzata da Nikola Tesla per la prima volta nel New York Sun e nel New York Times il 10 luglio 1934.

## Introduzione
Il termine teleforce ("forza a distanza") si riferisce ad un dispositivo basato su un generatore di Van de Graaff modificato con un tubo sotto vuoto.  Esso comprende anche un sistema per accelerare delle particelle di tungsteno o mercurio ad una velocità 48 volte maggiore della velocità del suono. I proiettili verrebbero espulsi attraverso la forza elettrostatica repulsiva.
Dalle parole di Tesla, scritte in una lettera a J. P. Morgan il 29 novembre 1934, dove parlava di un'arma difensiva: